# Ганзя, Вера Анатольевна
Вера Анатольевна Ганзя (род. 28 апреля 1959, Новосибирская область, РСФСР, СССР) — российский политик, депутат Государственной думы Российской Федерации VI и VII созывов от КПРФ (2014—2021).

## Биография
Окончила Новосибирский государственный педагогический институт (1986), учитель истории и обществоведения. 
Начинала с должности учителя в школе № 1 г. Барабинска, позднее стала директором в средней школе № 92 в городе Барабинске. С 2005 года депутат Новосибирского областного Совета депутатов, впоследствии переименованного в Законодательное собрание Новосибирской области. Получила мандат депутата Госдумы после того, как Анатолий Локоть был избран мэром Новосибирска и сложил депутатские полномочия, исполняла обязанности депутата VI созыва с 7 мая 2014 года.
18 сентября 2016 года избрана депутатом Государственной думы Российской Федерации VII созыва по партийному списку от КПРФ, в списке шла под № 2 в региональной группе № 30 (Новосибирская область, Томская область) и после отказа Анатолия Евгеньевича Локтя получила вакантный мандат.
С 2011 по 2019 год, в течение исполнения полномочий депутата Государственной Думы VI и VII созывов, выступила соавтором 85 законодательных инициатив и поправок к проектам федеральных законов.
После парламентских выборов 2021 года объявила о своём уходе из политики, аргументировав решение бессмысленностью борьбы за права народа, «большинству из которого наплевать на эту борьбу, на все свои права, даже на самих себя и своё будущее».
Увлекается нумизматикой (более 2000 монет).

## Награды и звания
- Почётная грамота Президента Российской Федерации[10]
- Нагрудный знак «Почётный работник общего образования Российской Федерации»[10][6]